# Czerwin (općina)
Czerwin je ruralna poljska općina (poljski: gmina) u kotaru Ostrołęka (Mazovjecko vojvodstvo). Sjedište općine se nalazi u mjestu Czerwin.
Općina pokriva površinu od 171,13 km². Godine 2006. broj stanovnika je bio 5.265.

## Naseljena mjesta
Andrzejki-Tyszki, Bobin, Borek, Buczyn, Choromany-Witnice, Chruśnice, Czerwin, Dąbek, Damiany, Dzwonek, Filochy, Gocły, Grodzisk Duży, Grodzisk-Wieś, Gumki, Janki Młode, Jarnuty, Księżopole, Łady-Mans, Laski Szlacheckie, Laski Włościańskie, Nowe Dobki, Nowe Malinowo, Piotrowo, Piski, Pomian, Seroczyn, Skarżyn, Sokołowo, Stare Dobki, Stare Malinowo, Stylągi, Suchcice, Tomasze, Tyszki-Ciągaczki, Tyszki-Gostery, Tyszki-Nadbory, Wiśniewo, Wiśniówek, Wojsze, Wólka Czerwińska, Wólka Seroczyńska, Załuski, Zaorze i Żochy.